# Kontrastive Klassifikation
Als Kontrastive Klassifikation wird ein Verfahren zur Bilderkennung und automatischen Klassifizierung in der Informatik bezeichnet. Dabei wird der Kontrast des Bildes schrittweise erhöht und dann das unschärfere Bild (da es Informationen verloren hat) mit bekannten Mustern verglichen. Im Gegensatz zu anderen Klassifikationsverfahren (wie zum Beispiel Clusteranalyse) ist das Ziel jedoch lediglich, das gesamte Objekt auf dem Bild zu klassifizieren ohne es dabei in kleinere Unterklassen zu teilen (globale Klassifizierung).

## Algorithmus

### Kontrasterhöhung
Das Verfahren der Kontrasterhöhung lässt sich auf verschiedene Weisen mathematisch erfassen. Am häufigsten findet die lineare Annäherung an die drei Grundfarben (RGB) Verwendung. Dabei wird ein Divisor (d) festgelegt, mit dem die Anzahl der Schritte beeinflusst werden kann. Wenn die Farbe des Pixels durch (r,g,b) beschrieben wird, dann ergibt sich die Farbwert im nächsten Schritt nach der Formel {\displaystyle r_{i}={\frac {r_{i-1}}{2}}+{\frac {r_{i-1}}{d}}}. Und analog für g und b.

### Klassifikation
- Das entstandene Muster wird mit den bekannten Mustern verglichen.
- Wenn es keine Übereinstimmung gibt wird ein neuer Durchlauf der Kontrasterhöhung gestartet.
- Sobald ein gleiches Muster gefunden wird, ist die Zielklasse gefunden.
- Wenn bis zum maximalen Kontrast kein gleiches Muster gefunden wird, werden die erzeugten Muster rückwärts auf bekannte ähnliche Klassen geprüft.
- Sobald die restlichen Flächen gleich sind, ist die Zielklasse gefunden.